# Räddningsopera

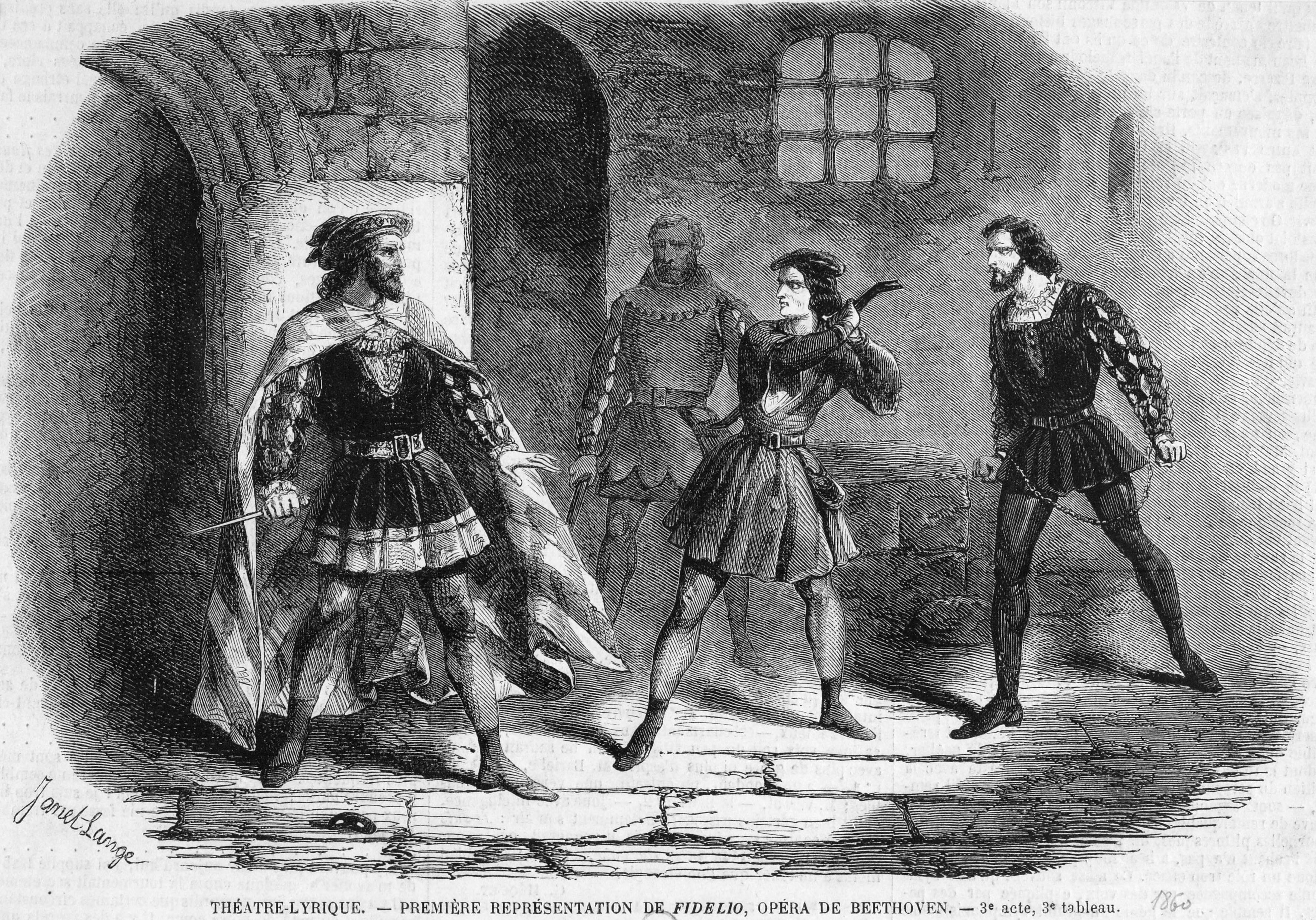
Fidelio: Leonore hindrar Pizarro från att döda Florestan.

Räddningsopera var en operagenre under senare delen av 1700-talet och första delen av 1800-talet i Frankrike och Tyskland. Generellt sett handlar räddningsoperor om räddningen av en huvudkaraktär från fara och slutar lyckligt då upphöjda, humanistiska ideal segrar över mörka motiv. Operor med denna handling blev populära i Frankrike vid tiden för den franska revolutionen; flertalet av dylika operor handlar om räddningen av politiska fångar. Stilmässigt och tematiskt var räddningsoperan en förgrening av den franska opéra comique; musikaliskt sett påbörjade den en ny tradition som skulle komma att påverka tyska romantisk opera och fransk grand opera. Den mest kända räddningsoperan är Ludwig van Beethovens Fidelio.

## Termen
"Räddningsopera" var ingen samtida beteckning. Dyneley Hussey använde den engelska termen rescue opera 1927 som en översättning av Karl M. Klobs referens från 1913 till Fidelio som "das sogenannte Rettungs- oder Befreiungsstück" in Die Oper von Gluck bis Wagner. David Charlton
anser att räddningsopera inte är en genuin genre och att konceptet myntades för att, enligt honom, skapa en icke-befintligt koppling mellan Beethovens verk och fransk opera.
Patrick J. Smith, å andra sidan, observerar: "'Räddningsoperan'... förebådade revolutionen men 'räddningsopera' som genre var en produkt av den."
På franska syftar genren till pièce à sauvetage eller opéra à sauvetage, medan den på tyska kallas för Rettungsoper, Befreiungsoper eller Schreckensoper.

## Exempel
Se: Kategori:Räddningsopera
Tidiga opéras comiques med räddningstema är Pierre-Alexandre Monsignys Le roi et le fermier (1762) och Le déserteur (1769), samt André Grétrys Richard Coeur-de-Lion (1784). Dessa kallas ibland för tidiga räddningsoperor eller föregångare till räddningsoperan.
Henri Montan Bertons Les rigueurs du cloître (1790) har beskrivits som den första räddningsoperan; Luigi Cherubinis Lodoïska (1791) har också nämnts som en föregångare inom genren. Andra exempel från slutet av 1700-talet och början av 1800-talet är Nicolas Dalayracs Camille ou Le souterrain (1791), Jean-François Le Sueurs La Caverne (1793) och Cherubini's Les deux journées (1800).
Räddningsoperan var primärt en fransk genre men de två mest kända operorna inom genren är inte franska. Ludwig van Beethovens Fidelio är helt klart det mest kända exemplet idag, och var även påverkad av det tyska sångspelet. Ett annat verk som påminner om Fidelio är Rossinis Torvaldo e Dorliska från 1815.
Bedřich Smetanas Dalibor (1868), som saknar talad dialog och är påverkad av Richard Wagners musikdramatik, har också kallats för räddningsopera, delvis för dess politiska tema.

## Stil och tema
Räddningsopera var primärt en produkt av den franska revolutionen. Periodens sociala förändringar innebar att operan hädanefter måste tilltala massorna och post-aristokratiska, patriotiska, idealistiska teman, såsom motstånd mot förtryck, sekularism, individens politiska makt och solidarisk arbetsfördelning samt grundläggande förändringar av status quo-begreppet, var populära. Franska revolutionens skräckvälde inspirerade till historier om rädsla och fångenskap; ett flertal handlingar, såväl den i Fidelio och andra operor byggda på samma libretto, som den i Les deux journées, hämtades från verkliga livet.
Liksom opéras comiques innehöll räddningsopera talad dialog, populära musikuttryck, och borgerliga karaktärer. Verk med libretton av Michel-Jean Sedaine var särskilt betydande. Flödet av spänningsartade eller tragiska ämnen inom opéra comique orsakade förvirring i ett system där tragedi associerades med genomkomponerade partitur och komedi med dialog och påskyndade ett inom den musikaliska teatergenren som jämställde det politiska skiftet med medelklassens nya makt. Carl Dahlhaus skriver: "Borgerlighetens funktion i komedin var inte längre enbart att vara ett skämt; den begärde och tog sin roll i tragedins värdighet."
Några författare beskriver handlingarna som innehållande en deus ex machina liknande den i opera seria, enär föresatsen fortfarande hade en likhet med sluten av de vanliga komedierna. Hur som helst, andra förkastar denna terminologi då räddningen utförs genom heroiska personers handlingar snarare än gudars inblandning. John Bokina beskriver sådana slut som en "populus ex machina", i vilka dygdiga människor räddar situationen.
Dessa operor var också influerade av gotisk fiktion och melodram. Ett flertal av räddningsoperorna var bearbetningar av brittisk gotisk litteratur.
Räddningsoperorna innehöll "lokal färg" i orkestern för de operor som utspelades i exotiska, europeiska platser. Folksånger och "pittoreska" arior användes för att markera ett scenario; till exempel Lodoïska som utspelas i Polen innehåller vad som kan vara den första polonäsen i en opera. Men dylika melodier undveks för det mesta.
Dramatisk och känslomässig intensitet, sådan den framställdes genom musiken, blev alltmer av vikt. Tecknen för fortissimo, ff och även fff återfanns ofta i partituren och kromatiska skalor, tremolon och intervaller såsom dimackord förtätade stämningen på scen. Jean Le Sueur, vars La Caverne var en av de mer betydande räddningsoperorna, skrev i sitt partitur till Télémaque att ariorna skulle sjungas med voix concentrée eller på ett sätt som var très-concentrè. Långa instrumentala passager som beskrev stormar eller slagfält var också vanligt.

## Betydelse
I sin användning av lokalfärg, ökning av den dramatiska och känslomässiga intensiteten föregick räddningsoperan de verk av tyska romantiska tonsättare såsom Carl Maria von Weber och, via honom, Richard Wagner. Storslagenheten i musik och sceneri som var påverkad av franska revolutionens politiska sfär påverkade i sin tur "grand opéra" och verk av Giacomo Meyerbeer.